# Вендетта (фильм, 2013)
«Вендетта» (англ. Vendetta) — британский остросюжетный триллер 2013 года режиссёра Стивена Рейнольдса с Роксанной Макки, Дэнни Дайером, Винсентом Риганом и Брюсом Пэйном в главных ролях.

## Сюжет
Офицер спецназа Джимми Викерс (Дэнни Дайер) выслеживает банду, убившую его родителей, избегая при этом попадания в поле зрения своего старого подразделения и полиции. С помощью друзей, констеблей Гриффина и Фредди, он выслеживает каждого члена банды и применяет к каждому разные виды жестоких пыток.

## В ролях
| Актёр            | Роль                              |
| ---------------- | --------------------------------- |
| Дэнни Дайер      | Джимми Викерс                     |
| Роксанна Макки   | Морган                            |
| Винсент Риган    | Лича                              |
| Брюс Пэйн        | Рукер                             |
| Ник Неверн       | Фредди                            |
| Риччи Харнетт    | сержант Джо Виндзор               |
| Люси Драйв       | Кэтрин Хопкинс                    |
| Джозеф Алтин     | Роб                               |
| Эмма Сэммс       | Сандра Викерс                     |
| Алистер Петри    | старший инспектор Спенсер Холланд |
| Чарли Бонд       | Керри                             |
| Тони Денмен      | Джордж Викерс                     |
| Тамарин Пэйн     | Дженни Кларк                      |
| Анна Брекон      | Джулия                            |
| Джеймс Маллингер | Алекс                             |
| Сэм Кейн         | Деннис                            |
| Тайриз Эбботт    | Чоу                               |
| Элайджа Бейкер   | Джошуа Эванс                      |

## Релиз и приём
Фильм вышел в прокат в нескольких избранных кинотеатрах Великобритании 22 ноября 2013 года (где он стал самым успешным фильмом Дэнни Дайера со времен «Бегущего мертвеца») и на DVD и Blu-ray 23 декабря 2013 года. Рецензии были явно полярными, но фильм получил множество похвал за высокие производственные показатели. Роб Джеймс, написавший для журнала Total Film, поставил фильму оценку 3 из 5 и заявил, что «если смотреть на фильм как на британский ответ эксплотейшн-фикшенам 70-х и 80-х, бесконечным фильмам с Сигалом и «Первой крови» (Дайер — изгой SAS, его полковник выдает предупреждения в стиле Траутмана), то он на удивление достойный». Стюарт Райт, рецензировавший фильм для Britflicks, также поставил ему оценку 3 из 5 и заявил, что «сюжет и экшн грохочут вместе с несколькими переворотами ожиданий по пути, чтобы держать вас в догадках». Дрю Макинтайр, рецензировавший фильм для UKFilmNews, поставил фильму 3. 7 из 5 и заявил, что «это современный британский триллер, который легко сравнить с другими хорошими британскими триллерами 2013 года, такими как «Добро пожаловать в панч» и «Колибри». В отличие от него Тим Робей, написавший для Daily Telegraph, заявил, что фильм «до безобразия ужасен», и поставил ему одну звезду из пяти. Питер Брэдшоу, написавший для The Guardian, заявил, что «Дэнни Дайер делает свой патентованный взгляд Дайера на протяжении всего этого странного и нелепого порно из мести», и поставил фильму два балла из пяти.